# Râpa Zgurița
Râpa Zgurița este un monument al naturii de tip geologic sau paleontologic în raionul Drochia, Republica Moldova. Este amplasat la nord de satul Zgurița. Are o suprafață de 15 ha. Obiectul este administrat de Primăria satului Zgurița.